# الله‌آباد (تربت جام)
الله‌آباد (تربت جام)، روستایی از توابع بخش پائین جام شهرستان تربت جام در استان خراسان رضوی ایران است.

## جمعیت
این روستا در دهستان گل‌بانو قرار دارد و براساس سرشماری مرکز آمار ایران در سال ۱۳۸۵، جمعیت آن ۴۲۳ نفر (۸۹خانوار) بوده‌است.